# Gaito
Gaito è un termine di origine araba, che in ambito italico (normanno-siculo in particolare) stava per lo più a indicare un comandante militare, con autorità inferiore tuttavia a quella di un "Emiro" (in arabo ﺍﻤﻴﺮ‎?, amīr, ossia "comandante").
La parola deriva da qāʾid (in arabo قائد‎?).